# Pierre-Aurèle Asselin
Pierre-Aurèle Asselin (Sainte-Famille a l'illa d'Orléans, el 1881 - Montréal (Québec, Canada), 27 de desembre, 1964), va ser un cantant (tenor) franco-canadenc. Asselin provenia d'una família de músics; era germà de la mezzosoprano Marie-Anne Asselin i besoncle del pianista André Asselin.
Asselin va néixer el 1881. Es va traslladar amb la seva família a Mont-real al voltant de 1901, i, el 1903, es va casar amb Cora Laviolette a la catedral de Notre-Dame de Mont-real.

## Carrera de cant
Asselin va començar una carrera com a peleter poc després del seu matrimoni. Seguiria sent peleter fins a la seva jubilació. Asselin va cantar a l'església durant un temps, però no seria fins al 1916, quan tenia 35 anys, que faria la seva primera actuació professional. Va actuar al "Ladies Morning Musical Club de Quebec City", un club dedicat al coneixement i gaudi de la música clàssica. Va ser ben rebut i, en un any, havia signat un contracte amb Columbia Records. Amb aquest contracte, va gravar àries d'òperes franceses, diverses cançons d'operetes i altres cançons clàssiques.
Asselin també va fer actuacions en directe. L'abril de 1917 va actuar a l'oratori Les set últimes paraules de Crist a la creu de Joseph Haydn en la catedral de Mont-real. El seu primer concert en solitari va seguir aquell octubre. Es va unir a la "Sociéte nationale d'opéra comique", però ràpidament es va dissoldre. El setembre de 1918, va aparèixer al "Cartier Theatre" i al "Orpheum Theatre", al costat de Blanche Gonthier.
A partir del novembre de 1918, Asselin va fer enregistraments per al segell discogràfic Edison. Els seus enregistraments es van publicar en diversos formats, incloent la sèrie de discos Royal Purple Grand Opera Cylinder Records 29000, la sèrie de discos Blue Amberol 27000 i la sèrie de discos Edison Diamonds 74000. A través d'Edison, Asselin va publicar una varietat d'enregistraments d'àries i altres obres clàssiques serioses. Asselin va continuar gravant amb Edison fins al desembre de 1920.
El maig de 1921, Asselin va renunciar a Columbia Records. Amb ells va gravar vuit cançons a Nova York, que inclouen àries de Donizetti, Godard i Massenet, dos duets amb Guillaume Dupuis amb melodies contemporànies i un duet amb Blanche Gonthier de Sur le lac d'argent de Fauré.
Asselin va fer el seu últim enregistrament per a la companyia discogràfica Brunswick el 1929. Poc després, va desaparèixer de la música professional i va centrar els seus esforços en el seu negoci de pells. Asselin va morir a Mont-real el 27 de desembre de 1964, deixant el seu negoci de pells al seu fill Raymond.

## Enregistraments
1917

- Columbia 3069 Cara A: Aime-moi de Bemberg (Tenor solo en francès, amb orquestra) (3:27) Cara B: Noël du mariage de Choudens (Tenor sol en francès, amb orquestra) (3:13)[3]
- Columbia E3203 Cara A: À l'inconnue de Cécile Chaminade (Tenor solo en francès, amb orquestra) (3:30) Cara B: Madrigal de Cécile Chaminade (Tenor sol en francès, amb orquestra) (3:12)[4]
- Columbia E3213 Cara A: Priez, aimez, chantez de Gregh (Solo de tenor en francès, amb orquestra) (3:10) Cara B: Tu me dirais de Chaminade (Solo de tenor en francès, amb orquestra) (2:50)[5]

1918

- Columbia E3454 Cara A: Ouvre à l'amour (Solo de tenor en francès, amb orquestra) (3:32) Cara B: Ivresse d'oiseaux (Solo de tenor en francès, amb orquestra) (3:18)[6]
- Columbia E3701 Cara A: L'adieu du matin de Pessard (Solo de tenor en francès, amb orquestra) (3:15) Cara B: Crédo de Faure (Solo de baix en francès de J.M. Magnan, amb orquestra) (3:26)[7]
- Edison Blue Amberol 27182 Cantique de Noël d'Adolphe Adam (Solo de tenor en francès, amb orquestra)[8]
- Edison Blue Amberol 27183 Madrigal de Cécile Chaminade (Tenor solista en francès, amb orquestra)[9]

1919

- Edison Blue Amberol 27185 O salutaris de Théodore Salomé (Tenor solo en llatí, amb orquestra)[10]
- Edison Blue Amberol 27184 L'adieu du matin d'Émile Pessard i Louis Gregh (Tenor sol en francès, amb orquestra)[11]

1920

- Edison Royal Purple Amberol: 29055 Ah! leve-toi, soleil!' de Roméo et Juliette de Charles Gounod[12]

1921

- E7183 Columbia Cara A: Berceuse de l'òpera Jocelyn (Tenor sol en francès, amb orquestra) (2:34) Cara B: Sur les bords de la Riviera (Tenor en francès, amb el baríton Guillaume Dupuis i orquestra) (2:53)[13]
- E7195 Columbia Cara A: Ah fuyez, douce imatge de Manon de Jules Massenet (Tenor solo en francès, amb orquestra) (2:56) Cara B: Ange si pur de La favorite de Donizetti (Tenor solo en francès, amb orquestra) (2 :46)[14]

1922

- E7208 Columbia Cara A: Sur le lac d'argent de Fauré (Tenor en francès, amb la soprano Blanche Gauthier i orquestra) (3:04) Cara B: Pour toi de Codini i Courtioux (Tenor sol en francès i orquestra) (3:14)[15]